# Akko
U matematici, filozofiji i logici, i na povezanim tehničkim poljima, akko je najstandardnija skraćenica za „ako i samo ako“. Iako je „P akko Q“ najčešća varijanta, može se još i reći „P je nužan i dovoljan uvjet za Q“.

## Definicija
Ekvivalencija redom iskaza p i q je iskaz "p akko q", u oznaci {\displaystyle p\Leftrightarrow q}, koji je točan ako i samo ako su ili oba iskaza točna ili oba iskaza netočna.

## Notacija
Najčešće korišteni simboli su „⇔“, „↔“ i „≡“.

## Dokazivanje
Najčešće se u dva koraka dokazuje da je „P akko Q“, tj. dokazivanjem da vrijedi P ako vrijedi Q, te da vrijedi Q ako vrijedi P. Dokazivanje ova dva para je i najlogičniji poredak, jer je (uglavnom) teško istovremeno dokazati ovaj dvosmjerni izraz. Još jedan način bi bio dokazati disjunkciju, tj. ili vrijedi P i Q, ili ne P i ne Q.

## Podrijetlo kratice
Kratica se prvo pojavila kao engleski „iff“ (skraćeno od „if and only if“) 1955. godine u knjizi Opća topologija Johna Kellyja. Često se kao njen umotvorac navodi i Paul Halmos.

## Razlike između „ako“ i „akko“
Razlika će najjednostavnije biti pokazana na primjeru.
1. Petar će jesti puding ako je od čokolade.
2. Petar će jesti puding akko (ako i samo ako) je od čokolade.

Prva rečenica nam govori da će Petar jesti puding od čokolade, ali, ona nam nipošto ne govori da on neće jesti puding ako je on od npr. vanilije. U principu, prva rečenica nam ne govori hoće li Petar jesti neku drugu vrstu pudinga, samo da će ga jesti ako je od čokolade.
Druga rečenica nam jasno daje do znanja da je jedini puding koji bi Petar jeo, onaj od čokolade (i nijedan drugi).

## Vezani članci
- Relacija ekvivalencije